# Graptopetalum mendozae
Espèce
Classification phylogénétique
Graptopetalum mendozae est une espèce de plante succulente de la famille des Crassulaceae, originaire du Mexique.
Elle est souvent cultivée comme plante d'ornement pour ses feuilles charnues et colorées.

## Répartition
Graptopetalum mendozae est originaire de la région de Tehuacán-Cuicatlán, située dans l'État de Puebla, dans le sud du Mexique. Cette plante succulente pousse dans les zones semi-désertiques de cette région, à une altitude comprise entre 1 200 et 2 400 mètres.

## Description
Graptopetalum mendozae est une plante succulente vivace, qui peut atteindre une hauteur de 10 à 15 centimètres.
Elle possède des tiges charnues, ramifiées et rampantes, qui s'étendent sur le sol ou poussent en cascade depuis des pots suspendus.
Les feuilles sont épaisses, charnues, vertes à gris-vert, souvent avec des reflets pourpres. Elles sont disposées en rosettes, mesurant de 2 à 4 cm de longueur et de 1 à 2 cm de largeur. Les feuilles sont généralement ovales à spatulées et se terminent par une pointe. Elles sont recouvertes d'une fine couche cireuse, qui leur donne un aspect lustré.
Les fleurs de Graptopetalum mendozae sont petites, en forme d'étoile, et apparaissent au printemps ou en été. Elles sont généralement de couleur rose pâle à pourpre, et sont regroupées en inflorescences terminales en forme de cymes. Les fleurs sont suivies de petites capsules de graines.

## Culture
Graptopetalum mendozae est une plante facile à cultiver, qui tolère une large gamme de conditions de croissance. Elle préfère un sol bien drainé et une exposition ensoleillée à mi-ombre. Elle peut être cultivée en intérieur, en utilisant un mélange de terreau et de sable, ou en extérieur, dans un sol poreux et bien drainé. 
Elle est rustique jusqu'à -5°C si elle est maintenue au sec. 
Les feuilles de Graptopetalum mendozae développent une teinte rose ou rouge lorsqu'elles sont exposées à des températures proches de 0 degré ou lorsque les niveaux de lumière sont réduits. Ce phénomène est connu sous le nom de "stress de couleur" et est souvent observé chez de nombreuses espèces de plantes succulentes, y compris Graptopetalum mendozae.
La plante est également résistante à la sécheresse et ne nécessite pas d'arrosage fréquent.

## Utilisation
Graptopetalum mendozae est souvent cultivée comme plante d'ornement, en raison de ses feuilles charnues et colorées très faciles à bouturer. Elle est idéale pour les jardins de rocaille, les plates-bandes, les pots suspendus ou les jardins de cactus et de succulentes. Elle est également utilisée dans les arrangements floraux et les bouquets, pour sa belle apparence et sa longue durée de vie en vase.